# فینال جام حذفی فوتبال انگلستان ۱۹۹۱

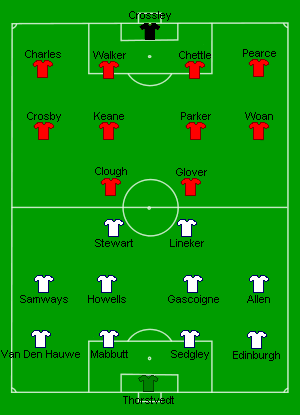
ترکیب دو تیم در فینال جام حذفی فوتبال انگلستان ۱۹۹۱

فینال جام حذفی فوتبال انگلستان ۱۹۹۱، رقابت پایانی جام حذفی فوتبال انگلستان در سال ۱۹۹۱ میلادی است که مابین دو تیم باشگاه فوتبال تاتنهام و باشگاه فوتبال ناتینگهام فارست در ورزشگاه ومبلی لندن برگزار شده‌است.
این مسابقه که در تاریخ ۱۸ مه ۱۹۹۱ انجام شده‌است با نتیجه ۲ بر ۱ به سود تیم باشگاه فوتبال تاتنهام به پایان رسید.